# Remigi Joller
Remigi Joller (* 31. August 1891 in Anrath, Deutschland; † 5. März 1960 in Stans) war ein Schweizer Politiker. Von 1937 bis 1947 gehörte er dem Ständerat an.

## Leben
Remigi Joller wurde in Anrath (heute Ortsteil von Willich in Nordrhein-Westfalen) geboren. Sein Vater Josef Maria Joller, ein Senn und Tuchhändler, war ein nach Deutschland ausgewanderter Nidwaldner. Seine Mutter Anna Vaessen war eine Niederländerin. Die Familie zog in die Schweiz, wo Joller zur Schule ging. Nach Ende der Schulzeit begann er eine Ausbildung zum Geometer an den Technika in Freiburg und Winterthur, die er aus familiären Gründen abbrechen musste. Er stieg ins elterliche Tuchhandelsgeschäft ein. Seine Bildung setzte er fort durch den Besuch der Handelsschule Frey in Luzern. Danach wurde er Kaufmann im Tuchhandelsgeschäft.
Joller wurde politisiert durch die Frage, ob Nidwalden durch einen Stausee auf der Bannalp energiemässig unabhängig werden sollte. Er war zusammen mit Werner Christen und Konstantin Vokinger einer der Wortführer der «Bannalper», die sich für ein Elektrizitätswerk Nidwalden einsetzten. An der Landsgemeinde 1934 wurde das Projekt beschlossen und wegen der Gegnerschaft der bisherigen Kantonsregierung gegen das Projekt fast die gesamte Regierung durch neue Leute, die Bannalper, ersetzt. Einer dieser neu gewählten Regierungsräte war Joller. Er blieb von 1934 bis 1958 Mitglied der Regierung (in den geraden Jahren als Landammann).
Auch auf Bundesebene bekleidete er ein politisches Amt, das Amt eines Ständerats. Zwischen dem 7. Juni 1937 und dem 1. Juni 1947 war er der Standesvertreter des Kantons Nidwalden.
Joller war auch sonst gegenüber neuen Ideen und Projekten sehr aufgeschlossen. Er sorgte nebst dem Aufbau des Elektrizitätswerks Nidwalden (EWN) für die Ansiedlung der Pilatus-Flugzeugwerke (heute Pilatus Aircraft) und war Vater der Trockenlegung des Stansstader Rieds. Er war Befürworter des Baus einer neuen Achereggbrücke und eines Tunnels durch den Lopper zwecks Anschluss der Stansstad-Engelberg-Bahn an das landesweite Schienennetz und einer linksufrigen Autobahn Richtung Gotthard.
Joller heiratete am  26. Juni 1915 in Stans die Bernerin El(i)sa Walperswiler. Dieser Ehe entstammten zwei Söhne und eine Tochter.